# Papillon de Metz

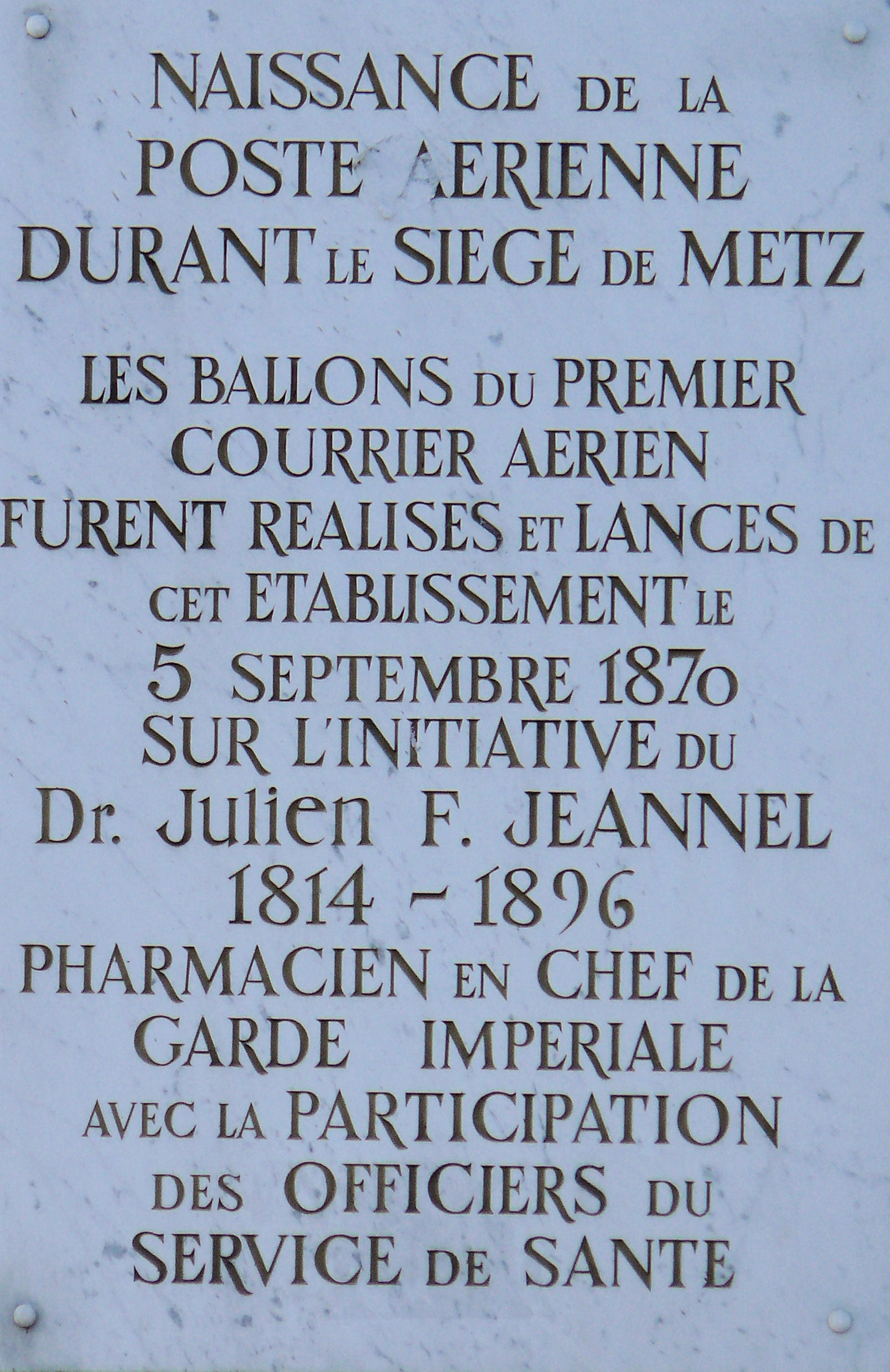
Plaque commémorant la création de la poste aérienne à Metz, 16 quai Paul Wiltzer.

Un papillon de Metz est un procédé de transport aérien du courrier en dehors de la ville de Metz employé lors du siège de la ville pendant la guerre de 1870. Ce procédé est considéré comme la naissance de la poste aérienne.
Environ 25 ballons de taille modeste (un à deux mètres de diamètre) portant des liasses de courrier sont lâchés de Metz assiégée en septembre et octobre 1870. Environ la moitié des lettres ainsi expédiées sont récupérées et acheminées à bon port.

## Principe

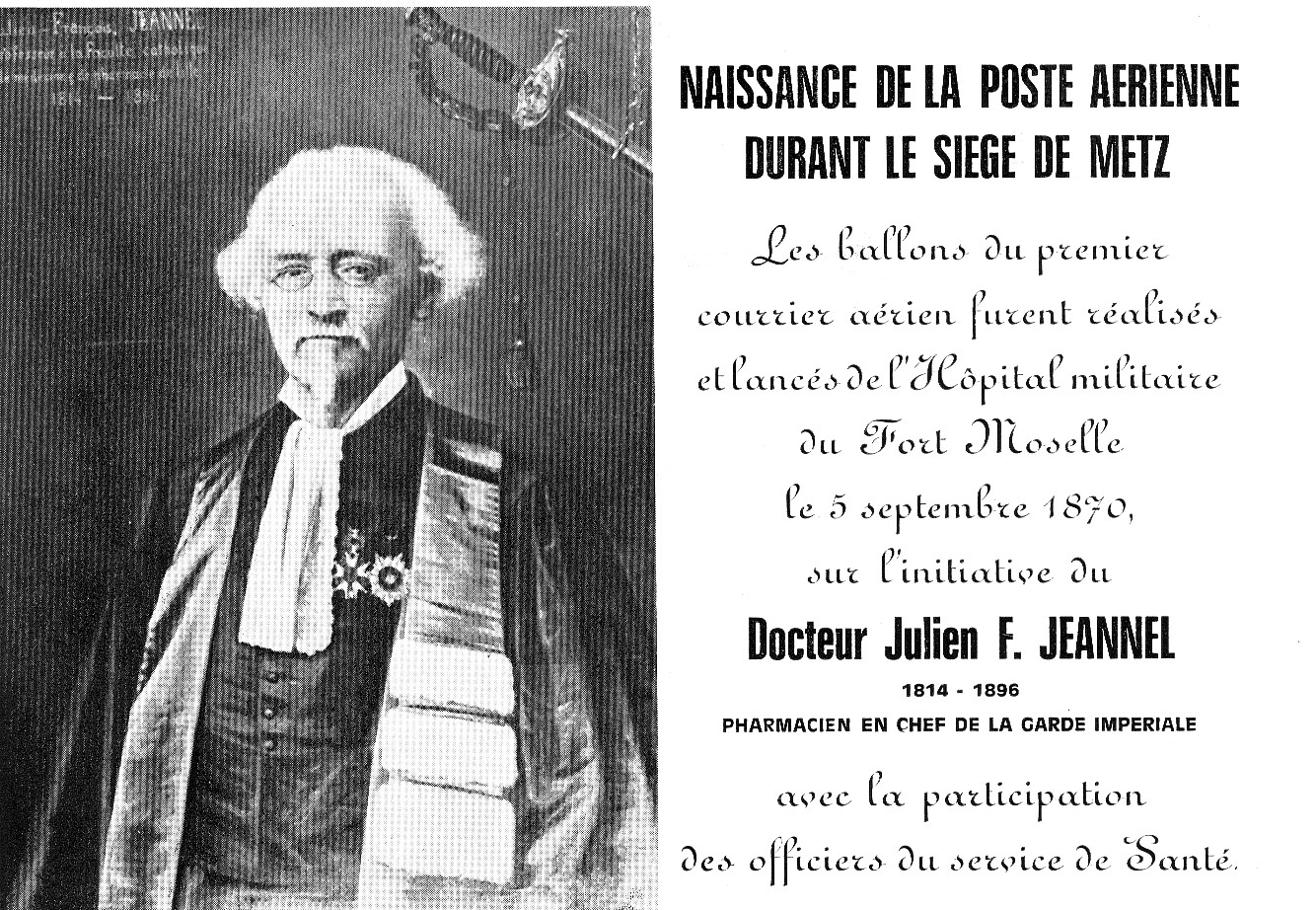
Carte commémorative de la Poste aérienne en hommage à Julien-François Jeannel.

Les papillons de Metz sont imaginés par un médecin de la Garde impériale, le Dr E. Papillon, et un pharmacien militaire, le Dr Julien-François Jeannel.
Le principe consiste à attacher à des ballons de petite taille gonflés au gaz d'éclairage ou à l'hydrogène des courriers au départ de la ville de Metz pour faire franchir aux lettres les lignes prussiennes assiégeant la ville. Quatorze ballons sont ainsi construits, transportant environ 3 000 lettres. Fabriqués en papier-calque imperméabilisé, leur volume n'excède pas 0,5 m3 ; ils sont surnommés « ballons des Pharmaciens »,.
Face à la faible capacité d'emport des premiers ballons, le service du génie en construit une douzaine plus gros, appelés « ballons du Génie ». Il est recommandé de se limiter à une correspondance strictement familiale, sans aucune information susceptible d'intéresser l'ennemi si les lettres tombaient entre ses mains. Le courrier bénéficie de la franchise postale. Le principe est approuvé par le maréchal Bazaine.
Les lettres sont écrites sur du papier pelure et mesurent 5 × 10 cm ; elles sont réunies par liasses accompagnées d'un bordereau indiquant la conduite à tenir pour qui les retrouvera. Une fois les ballons retombés au sol, les courriers sont récupérés, triés, mis sous enveloppe — ils n'en comportent pas à l'expédition pour ne pas alourdir le ballon — et acheminés à leurs destinataires. 
Le patronyme de l'un de leurs inventeurs et la petite dimension des courriers ont probablement donné aux « papillons » de Metz leur nom.

## Résultats
La moitié des ballons lâchés entre le 5 septembre (début de l'opération) et le 4 octobre 1870 est récupérée par les Français et environ 50 000 lettres distribuées. Bazaine décide l'interruption du service le 4 octobre car, malgré les précautions prises pour garantir le caractère anodin du texte des courriers, plusieurs ballons tombent aux mains des Prussiens qui peuvent malgré tout se rendre compte de l'effet du blocus sur le moral des assiégés.
L'absence de cachet au départ ou de mentions spécifiques sur les enveloppes de réexpédition, alliée à la fragilité du papier, fait que peu de papillons de Metz sont conservés ; leur nombre est estimé à une centaine.

## Pour en savoir plus